# Papa Sixt I
Sixt I (n. 42 d.Hr., Roma, Imperiul Roman – d. anii 120 d.Hr., Roma, Imperiul Roman) a fost papă al Romei în perioada (Cca. 116 – 125); a fost sanctificat și este comemorat pe 6 aprilie.

## Origine
În primele liste de episcopi ai Romei, numele lui Sixt (Sixtus, sau mai corect: Xystus), apare pe locul al 6-lea pe lista de la Petru și pe locul al 7-lea pe lista care îl consideră pe Petru primul papă.
Datele pontificatului său sunt incerte, însă cele mai vechi izvoare concordă în ceea ce privește durata pontificatului: 5 ani.
Conform Liber Pontificalis era roman, fiul unui anume Pastor; numele lui, în grafia originară, face să se creadă că ar fi nativ din Grecia.
Nu se știe nimic cert de activitatea lui; datele oferite de Liber Pontificalis cu privire la presupusele sale innovații disciplinare și liturgice sunt – cred istoricii – evident anacronice.

## Martir
Tradiția târzie îl reține ca martir (într-adevăr, în vechiul Canon al Liturghiei este pomenit alături de ceilalți apostoli și martiri), însă faptul că Sfântul Irineu – în lista sa de papi – îl indică martir numai pe Telesfor, îi face pe istorici să fie  în dubiu cu privire la martiriul lui Sixt. Același lucru se poate spune și despre informația din Liber Pontificalis conform căreia ar fi fost înmormântat pe colina Vaticană: lipsită de temei.
Nu se poate determina cu claritate rolul lui în guvernarea bisericii, așa cum nu se poate nici pentru episcopi romani din acea perioadă.